# Vichren
Vichren (bulgariska: Вихрен, Vihren) är högsta berget i Pirinbergen i Bulgarien.   Den ligger i regionen Blagoevgrad, i den sydvästra delen av landet, 100 km söder om huvudstaden Sofia. Toppen på Vichren är 2 914 meter över havet.  Närmaste större samhälle är Bansko, 10,8 km nordost om Vichren. 
I omgivningarna runt Vichren växer i huvudsak barrskog. Runt Vichren är det ganska glesbefolkat, med 38 invånare per kvadratkilometer.